# Leintz Bailarari Itzulia
La Leintz Bailarari Itzulia est une course cycliste espagnole disputée le 16 août à Aretxabaleta (Guipuscoa), dans la communauté autonome du Pays basque. Cette épreuve fait actuellement partie du calendrier du Torneo Lehendakari, un challenge régional. 
La course commence à être disputée en 1931. Les meilleurs cyclistes basques de l'époque y ont participé, tels que Federico Ezquerra ou Eusebio Bastida. Elle connaît ensuite une interruption de huit ans en raison de la guerre civile espagnole, avant de réapparaître en 1943. Depuis lors, elle a lieu chaque année, sauf en 2020, en raison de la situation causée par la pandémie de Covid-19.

## Palmarès
| Année     | Vainqueur                | Deuxième                    | Troisième                |
| --------- | ------------------------ | --------------------------- | ------------------------ |
| 1931      | Eusebio Bastida          | Eusebio Ruiz                | Manuel Abasolo           |
| 1932      | Francisco Cepeda         | Jesús Dermit                | Andrés Arriaga (es)      |
| 1933      | non disputé              | non disputé                 | non disputé              |
| 1934      | Federico Ezquerra        | Eusebio Bastida             | Antonio Escuriet         |
| 1935      | Emiliano Álvarez         | Federico Ezquerra           | Severiano Hevia          |
| 1936-1942 | non disputé              | non disputé                 | non disputé              |
| 1943      | Miguel Lizarazu          |                             |                          |
| 1944      | Juan José Eizagirre      | Francisco Expósito          | Eloy Lizasu              |
| 1945      | Francisco Expósito       | Julián Aguirrezabal         | José Luis Egiluz         |
| 1946      | Vicente Miró             | José Gutiérrez Mora         | Miguel Gual              |
| 1947      | José Maria Lopetegi      | Juan Cruz Ganzarain         |                          |
| 1948      | Dalmacio Langarica       | Pastor Rodríguez            | Victorio García          |
| 1949      | Francisco Michelena      | Pedro Lizaso                | José Luis Mañeru (es)    |
| 1950      | Ignacio Esnaola          | José Luis Olano             | Vicente Aramburu         |
| 1951      | Hortensio Vidaurreta     | Joaquín Salaberria          | Juan Cruz Ganzarain      |
| 1952      | Uriain                   | Bazeta                      | Zugasti                  |
| 1953      | Facundo Zabaleta         |                             |                          |
| 1954      | Carmelo Morales          | Óscar Elgezabal             | Joaquín Lecuona          |
| 1955      | Joaquín Salaberria       | Antonio Jiménez Quiles      | Martín Erausquin         |
| 1956      | Carlos Pérez Zabal (es)  | Felipe Alberdi              | Vicente Aramburu         |
| 1957      | Félix Esperasate         | Aristizabal                 | Demetrio Frias           |
| 1958      | Nicolás Iparragirre      |                             |                          |
| 1959      | Bixente Etxeberria       |                             |                          |
| 1960      | José María Goicoechea    |                             |                          |
| 1961      | Jacinto Urrestarazu      |                             |                          |
| 1962      | Pedro Guenetxea          |                             |                          |
| 1963      | Antonio Blanco           |                             |                          |
| 1964      | Nicolás Cayero           |                             |                          |
| 1965      | Sebastián Yarzabal       |                             |                          |
| 1966      | Agustín Tamames          |                             |                          |
| 1967      | Miguel María Lasa        |                             |                          |
| 1968      | Ignacio Aizpurua         |                             |                          |
| 1969      | Luis Zubero              |                             |                          |
| 1970      | Antonio Alcón            |                             |                          |
| 1971      | José M. Alkorta          |                             |                          |
| 1972      | Eulalio García           |                             |                          |
| 1973      | Carlos Valencia          |                             |                          |
| 1974      | José Luis Mayoz          |                             |                          |
| 1975      | José Luis Mayoz          |                             |                          |
| 1976      | Ángel Arroyo             |                             |                          |
| 1977      | Juan Fernández Martín    |                             |                          |
| 1978      | Pablo Jabier Imaz        |                             |                          |
| 1979      | Juan Carlos Alonso (es)  |                             |                          |
| 1980      | Jokin Mujika             |                             |                          |
| 1981      | Mikel Lizarralde         |                             |                          |
| 1982      | Iñaki Gastón             |                             |                          |
| 1983      | Rubén Gorospe            |                             |                          |
| 1984      | José Luis Morán (es)     |                             |                          |
| 1985      | Vicente Prado            |                             |                          |
| 1986      | Jon Unzaga               |                             |                          |
| 1987      | Rodolfo Etxeberri        |                             |                          |
| 1988      | Jose A. Santamaría       |                             |                          |
| 1989      | Joseba Nuñez             |                             |                          |
| 1990      | Jose Ubaldo              |                             |                          |
| 1991      | Werner Nijboer           |                             |                          |
| 1992      | Agustín Sagasti (es)     |                             |                          |
| 1993      | Imanol Galarraga         |                             |                          |
| 1994      | Jose Luis Herrera        |                             |                          |
| 1995      | Josu Isasi               |                             |                          |
| 1996      | Pedro Ferrer             |                             |                          |
| 1997      | ?                        | ?                           | ?                        |
| 1998      | Iker Zabaleta            | José Luis Fernández Sánchez | Juan Antonio Flecha      |
| 1999      | Antonio Martín Rodríguez | Jorge Ferrío                | Imanol Ayestarán         |
| 2000      | Ion del Río              | Iñaki Isasi                 | Miguel Soro              |
| 2001      | Markel Irizar            | Francisco Gutiérrez         | Lander Euba              |
| 2002      | Ricardo Serrano          | Fernando Torres             | Aitor Pérez Arrieta      |
| 2003      | Andoni Aranaga           | Jacinto Ceballos            | Fernando Torres          |
| 2004      | Daniel Navarro           | Jordi Grau                  | Javier Ruiz de Larrinaga |
| 2005      | Unai Elorriaga           | Francisco Gutiérrez         | Alejandro Iglesias       |
| 2006      | Unai Elorriaga           | Javier Pérez Pereira        | Héctor Espasandín        |
| 2007      | Roberto Cobo             | Guillermo Lana              | Carlos Coloma            |
| 2008      | Héctor Espasandín        | Garikoitz Bravo             | Luis Moyano              |
| 2009      | Garikoitz Atxa           | Julen González              | Igor Romero              |
| 2010      | Enrique Sanz             | Jon Pardo (es)              | William Aranzazu         |
| 2011      | Rubén Fernández          | Jorge Martín Montenegro     | Egoitz Murgoitio         |
| 2012      | Egoitz Murgoitio         | Darío Hernández             | Fernando Grijalba        |
| 2013      | Rafael Márquez           | Julen Mitxelena             | Higinio Fernández        |
| 2014      | Carlos Antón Jiménez     | Imanol Estévez              | Aritz Bagües             |
| 2015      | Juan Antonio López-Cózar | Rafael Márquez              | Jon Irisarri             |
| 2016      | Jaume Sureda             | Dzmitry Zhyhunou            | Antonio Angulo           |
| 2017      | José Antonio García      | Mikel Alonso                | Juan Antonio López-Cózar |
| 2018      | Jaume Sureda             | Xavier Cañellas             | Julen Amarika            |
| 2019      | Juan Fernando Calle      | Aritz Kortabarria           | Nicolás Sáenz            |
| 2020      | annulé                   | annulé                      | annulé                   |
| 2021      | Calum Johnston           | Xabier Isasa                | Raúl Rota                |
| 2022      | Samuel Fernández         | Yago Segovia                | David Domínguez          |
| 2023      | Ander Ganzabal           | Lucas Towers                | Sergio Trueba            |
| 2024      | Hugo de la Calle         | Nil Gimeno                  | Sergio Trueba            |
| 2025      | Rúben Rodrigues          | Alejandro del Cid           | Gorka Corres             |